# Druppelkorst
Druppelkorst (Fellhanera) is een geslacht van korstmossen behorend tot de familie Byssolomataceae. De typesoort is Fellhanera fuscatula.

## Soorten
Volgens Index Fungorum bevat het geslacht 62 soorten (peildatum maart 2023)
| Soortnaam                                        | Auteur(s)                            | Publicatiejaar |
| ------------------------------------------------ | ------------------------------------ | -------------- |
| Fellhanera africana                              | (Vězda) Lücking                      | 2001           |
| Fellhanera albidocincta                          | (Vain.) Lücking                      | 2001           |
| Fellhanera antennophora                          | Aptroot                              | 2002           |
| Fellhanera atrofuscatula                         | Herrera-Camp. & Lücking              | 2004           |
| Fellhanera azorica                               | van den Boom                         | 2021           |
| Fellhanera baeomycoides                          | M. Cáceres & Aptroot                 | 2017           |
| Fellhanera borbonica                             | Sérus., van den Boom & M. Brand      | 2011           |
| Fellhanera bouteillei (Twijgdruppelkorst)        | (Desm.) Vězda                        | 1986           |
| Fellhanera bullata                               | Kalb & Vězda                         | 1991           |
| Fellhanera chejuensis                            | Lőkös, S.Y. Kondr. & Hur             | 2013           |
| Fellhanera christiansenii                        | Sérus. & Vězda                       | 1994           |
| Fellhanera colchica                              | (Vězda) Llop                         | 2007           |
| Fellhanera congesta                              | (Vězda) Vězda                        | 1986           |
| Fellhanera crucitignorum                         | C.A. Morse & Ladd                    | 2013           |
| Fellhanera dominicana                            | (Vain.) Vězda                        | 1986           |
| Fellhanera endopurpurea                          | Hafellner & Vězda                    | 1991           |
| Fellhanera eriniae                               | R.C. Harris & Lendemer               | 2009           |
| Fellhanera fallax                                | R.C. Harris & Lendemer               | 2009           |
| Fellhanera flavostanhopeae                       | Lücking & R. Sant.                   | 2008           |
| Fellhanera fragilis                              | (Vězda) Lücking & Kalb               | 2001           |
| Fellhanera fuscatula                             | (Müll. Arg.) Vězda                   | 1986           |
| Fellhanera granulosa                             | R.C. Harris & Lendemer               | 2009           |
| Fellhanera guatemalensis                         | van den Boom                         | 2014           |
| Fellhanera gyrophorica                           | Sérus., Coppins, Diederich & Scheid. | 2001           |
| Fellhanera hybrida                               | R.C. Harris & Lendemer               | 2009           |
| Fellhanera incolorata                            | P.M. McCarthy & Elix                 | 2017           |
| Fellhanera ivoriensis                            | Lücking & R. Sant.                   | 2001           |
| Fellhanera laeticolor                            | (Malme) Kalb                         | 2016           |
| Fellhanera mackeei                               | Lücking & Hürl.                      | 2001           |
| Fellhanera maritima                              | S.Y. Kondr., Lőkös & Hur             | 2013           |
| Fellhanera mastothallina                         | (Vain.) Lücking & Sérus.             | 2001           |
| Fellhanera microdiscus                           | (Vain.) Vězda                        | 1986           |
| Fellhanera minnisinkorum                         | R.C. Harris & Lendemer               | 2009           |
| Fellhanera montesfumosi                          | R.C. Harris & Lendemer               | 2009           |
| Fellhanera naevia                                | (Vain.) Lücking & M. Cáceres         | 2001           |
| Fellhanera nashii                                | van den Boom                         | 2004           |
| Fellhanera obscurata                             | Herrera-Camp. & Lücking              | 2004           |
| Fellhanera ochracea (Douglasdruppelkorst)        | Sparrius & Aptroot                   | 2000           |
| Fellhanera parvula                               | (Vězda) Vězda                        | 1986           |
| Fellhanera pluviosilvestris                      | P.M. McCarthy & Elix                 | 2019           |
| Fellhanera punctata                              | Lücking                              | 2008           |
| Fellhanera rhaphidophylli                        | (Rehm) Vězda                         | 1986           |
| Fellhanera robusta                               | P.M. McCarthy & Elix                 | 2017           |
| Fellhanera rubrolecanorina                       | A.B. Peña & Colín                    | 2004           |
| Fellhanera scottii                               | F. Berger                            | 2021           |
| Fellhanera semecarpi                             | (Vain.) Vězda                        | 1986           |
| Fellhanera silhouettae                           | Aptroot & Seaward                    | 2004           |
| Fellhanera silicis                               | R.C. Harris & Ladd                   | 2009           |
| Fellhanera stictae                               | Etayo                                | 2017           |
| Fellhanera stipitata                             | Weerakoon & Aptroot                  | 2016           |
| Fellhanera sublecanorina                         | (Nyl.) Vězda                         | 1987           |
| Fellhanera submicrommata                         | (Vězda) Lücking & Kalb               | 2001           |
| Fellhanera subnaevia                             | van den Boom                         | 2021           |
| Fellhanera subparvula                            | van den Boom                         | 2021           |
| Fellhanera subtilis (Schaduwdruppelkorst)        | (Vězda) Diederich & Sérus.           | 1990           |
| Fellhanera tasmanica                             | Lücking & Elix                       | 2001           |
| Fellhanera termitophila                          | Aptroot & M. Cáceres                 | 2013           |
| Fellhanera tricharioides                         | Lücking & R. Sant.                   | 2008           |
| Fellhanera tropica                               | Elix                                 | 2008           |
| Fellhanera tubulifera                            | Rain. Schub. & Lücking               | 2003           |
| Fellhanera verrucifera                           | Lücking                              | 1997           |
| Fellhanera viridisorediata (gewone druppelkorst) | Aptroot, M. Brand & Spier            | 1998           |